# Genoa Open Challenger 2007
Il Genoa Open Challenger 2007 è stato un torneo di tennis facente parte della categoria ATP Challenger Series nell'ambito dell'ATP Challenger Series 2007. Il torneo si è giocato a Genova in Italia dal 3 settembre 2007 su campi in terra rossa.

## Vincitori

### Singolare
Flavio Cipolla ha battuto in finale  Gianluca Naso con il punteggio di 6–2, 6(4)–7, 7–5.

### Doppio
Daniele Giorgini /  Simone Vagnozzi hanno battuto in finale  Simone Bolelli /  Flavio Cipolla con il punteggio di 6–3, 6–1.